# Giuditta e Oloferne (Mattia Preti)
La Giuditta e Oloferne è un dipinto olio su tela (186×143 cm) di Mattia Preti databile al 1653-56 circa e conservato presso il Museo nazionale di Capodimonte a Napoli.

## Storia
La tela è segnalata per la prima volta nel testamento dell'avvocato calabrese Domenico di Somma, datato 1659, dov'era citato anche il San Giovanni Battista, altra opera di Mattia Preti che è accomunata con questa di Giuditta per le stesse vicissitudini che hanno interessato i due dipinti.
L'eredità del di Somma passò quindi al collaboratore ed amico, anch'egli calabrese, Antonino Laratta. Entrambi erano vicini alla figura di Mattia Preti, i due infatti furono i suoi legali durante la controversia che il pittore qualche anno prima avviò avverso i padri della chiesa di Sant'Andrea della Valle a Roma, per una diatriba relativa ai compensi dovuti per i cicli di affreschi sulle Storie di sant'Andrea che il Preti eseguì.
Alla morte del Laratta, nel 1685, la tela, assieme a quella del San Giovanni, passò alla chiesa di San Domenico Soriano di Napoli, luogo centrale per la vita della comunità calabrese in città. Le due opere, quindi, dietro volontà del nuovo proprietario, che comunque assecondava una precedente richiesta indicata anche nel testamento dello stesso di Somma, furono collocate lungo le due pareti laterali della cappella dov'era stato sepolto l'avvocato Domenico, ossia la prima a destra dell'altare maggiore.
Soppresso l'ordine religioso nel 1806, la tela, con anche quella del San Giovanni Battista e ancora un'altra, la prima eseguita dal Preti una volta giunto a Napoli, il San Nicola di Bari per la cappella Gallo-Coscia, furono prelevate e portate nelle collezioni borboniche del palazzo dei Regi Studi. Tuttavia, a differenza del San Nicola, che trovò collocazione nel museo napoletano sin dal principio, la tela della Giuditta compare inventariata tra quelle stabilmente esposte solo nel 1870, in quanto dapprima era confinata nei depositi e poi, nel 1839, interessata da un lavoro di restauro del supporto.